# الرومانية الكاثوليكية في الهند

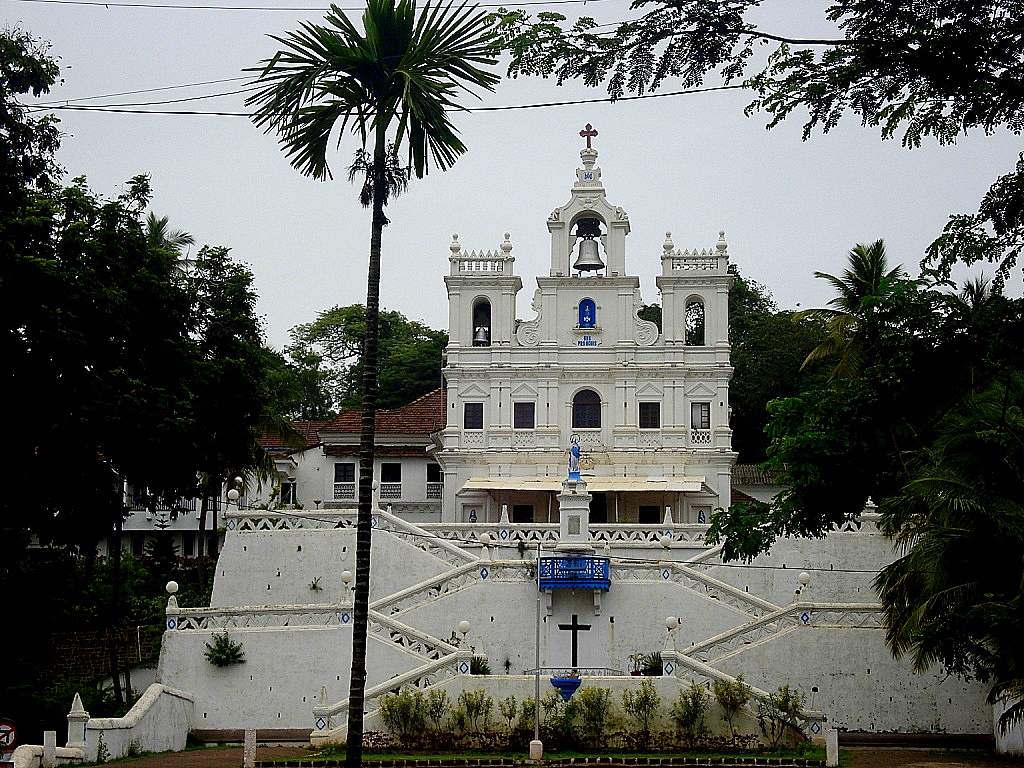
كنيسة سيدة الحبل بلا دنس الكاثوليكيَّة في غوا.

الكنيسة الكاثوليكية الهندية هي جزء من الكنيسة الكاثوليكية العالمية في ظل القيادة الروحية للبابا في روما والمؤتمر الأسقفي الهندي. الكنيسة الكاثوليكية هي أكبر المذاهب المسيحيَّة في الهند، وفقًا لموقع بي بي سي في عام 2005 ضمت الهند حوالي 17.3 مليون كاثوليكي مُعّمد أي حوالي 1.6% من مجمل السكان، ويتبع معظمهم التقاليد اللاتينيَّة، إلى جانب حوالي نصف مليون أعضاء في كنيسة الملنكار الكاثوليك وحوالي 3.9 مليون أعضاء في كنيسة السريان الملبار الكاثوليك. ويتوزع كاثوليك البلاد على 174 أبرشية في الهند منظمة في 30 مطرانيَّة، من بينها 132 أبرشية لاتينية كاثوليكية، وحوالي 31 أبرشية كاثوليكية سريانيَّة ملباريَّة، وإحدى عشرة أبرشية كنيسة سريانيَّة ملنكارية. على الرغم من النسبة صغيرة، تضم الهند ثاني أكبر تجمع سكاني كاثوليكي في آسيا بعد الفلبين. ويعود حضور الكاثوليكيَّة في البلاد إلى القرن السادس عشر مع وصول المبشرين الرومان الكاثوليك معالمستكشف البرتغالي فاسكو دا غاما. ونمت الكاثوليكية لاحقًا لتصبح أكبر مذهب مسيحيي في الهند، ويتواجد معظم أتباعها في جنوب وشرق البلاد. وللكاثوليكية إرث عريق في مجال التعليم والرعاية الصحية، وتملك الكنيسة الكاثوليكية في الهند حوالي 25,000 مدرسة. وفي بعض المنطاق الهندية، تعتبر الكنيسة المزود الرئيسي للتعليم وأحيانًا أخرى يكون نظامها التعليمي أفضل من الحكومي. كما تدير الكنيسة الكاثوليكية الآلاف من مؤسسات الرعاية الصحيَّة والمستشفيات والتي أسهمت إلى حد كبير في تنمية الأمة الهنديَّة. وأنشأت الأم تيريزا في كالكوتا عدد من الإرساليات الخيرّية في الأحياء الفقيرة في المدينة وذلك في عام 1948.
ينتمي حوالي 4.4 مليون هندي إلى تقاليد الكنائس الكاثوليكية الشرقية منهم حوالي نصف مليون أعضاء في كنيسة الملنكار الكاثوليك، وحوالي 3.9 مليون أعضاء في كنيسة السريان الملبار الكاثوليك. وتعتبر هذه الكنائس من عائلة الكنائس ذات التراث السرياني، وقد ادخل الكثير من الطقوس اللاتينية على طقوس هذه الكنيسة، لكنه وبدءًا من العام 1934 أخذت الكنيسة تستعيد طقوسها القديمة، وقد صدرت أول طبعة سنة 1952 ثم صدرت طبعة ثانية سنة 1962. جذور العلاقة بين الكنيسة الهندية والكرسي الرسولي تعود للقرن السادس عشر، ومع الاكتشافات الأوروبية للمنطقة والتي بدأت مع فاسكو دي غاما سنة 1498، وقاد المبشرون اللاتين حركات تبشيرية عديدة أثمرت سنة 1534 حين أصبحت بعض الجماعات الدينية تابعة للكاثوليكية هناك، لكن العديد من المشاكل قد وقعت بين المبشرين البرتغاليين والسكان الأصليين المسيحيين بسبب اختلاف الطقوس، لكن الحركات الجديدة أخذت بالنمو والازدياد خلال القرن السابع عشر، وتأسست 84 مدرسة محلية هناك، بيد أن تنظيم شؤون هذه الطائفة لن يكتمل حتى العام 1778 حين قامت الفاتيكان بتعيين أول بطريرك على هذه الكنيسة، وتم تنظيم العمل الأبرشي والكهنوتي فيها، وقد عدل نظامها عامي 1887 و1923.